# Олександра Загурська
Олександра Загурська (пол. Aleksandra Zagórska), у першому шлюбі Бічан, вона ж Олександра Беднаж (22 червня 1882, Люблін — 14 квітня 1965, Варшава) — польська військовичка, підполковниця Війська Польського, солдатка Польських легіонів, організаторка і командуюча добровільчого жіночого легіону.

## Біографія

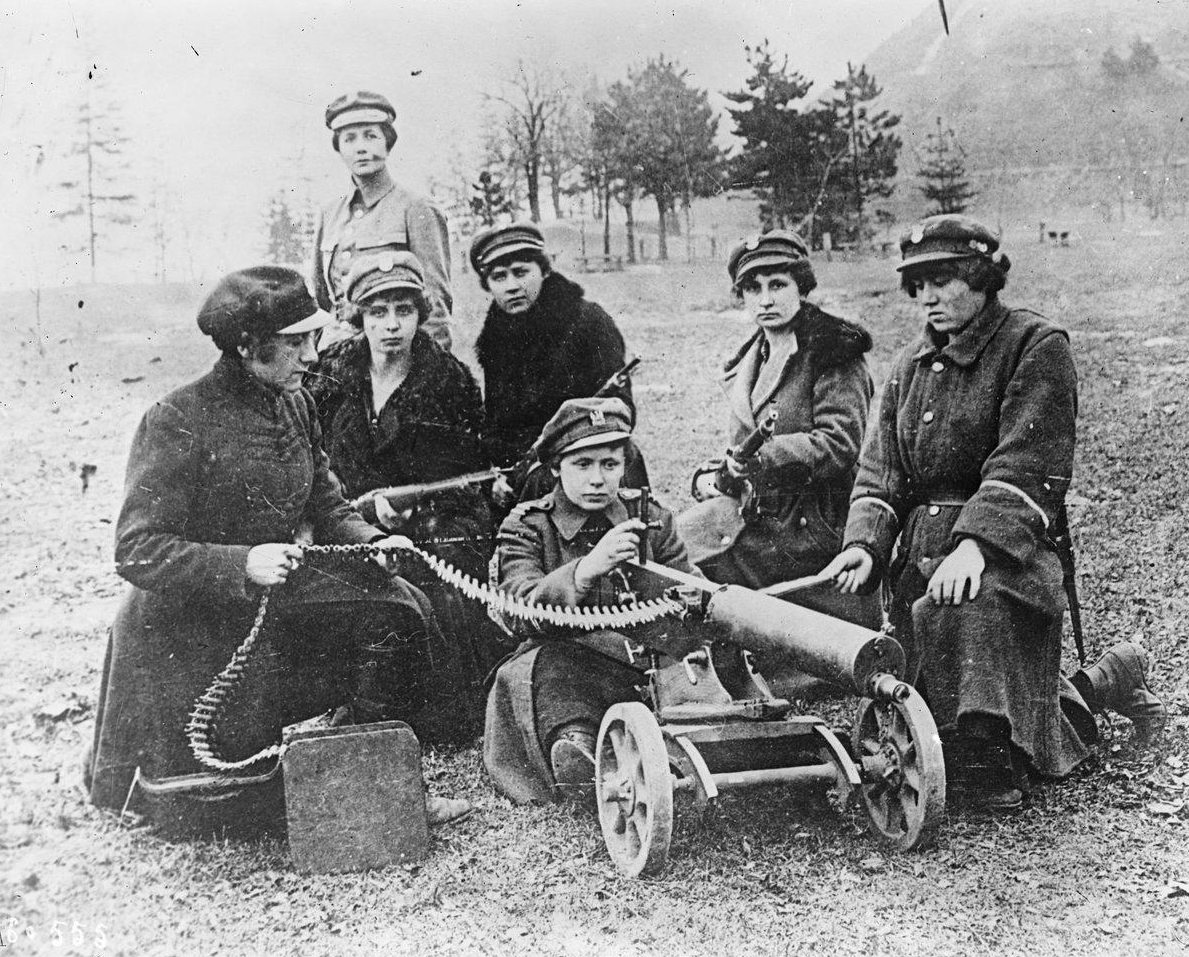
Олександра Загурська (позаду) з членами Добровольчого жіночого легіону у 1920 році

Народилася Любліні в сім'ї Антонія та Флори Любич-Радзимінських. Дитинство провела в Сандомирі. З 1894 року відвідувала середню школу в Замості, а з 1895 року — гімназію в Радомі.
З 1904 року навчалася в Ягеллонському університеті. Цього ж року вступила до Польської соціалістичної партії.
У 1906 році Загурська разом із Чеславом Свірським заснувала підпільний цех з виробництва вибухових речовин. Її вибухівка, серед іншого, застосовувалась під час акції «Кривава середа». У листопаді 1906 року вона отруїлася випарами гримучої ртуті, з якої виготовляли бомби. З цієї причини лікувалася в Закопаному. Після одужання повернулася до Варшави, де продовжувала брати участь у бойових операціях. У липні 1907 року Загурська брала участь у невдалому замаху на поїзд у місті Лапи, що перевозив російський солдатів Волинського полку. У березні 1908 року її заарештовано та ув'язнено в місті Павяк.
Давши хабар, Загурська отримала тимчасове звільнення в жовтні 1908 року, але, щоб уникнути суду, втекла до Галичини, поселилася у Львові.
У Львові в 1911 році Загурська вступила до Активного бойового союзу та до Стрілецького союзу. Вона була організаторкою жіночих команд Польської військової організації.
Під час Першої світової війни Олександра Загурська стала організаторкою жіночої служби розвідки 1-ї бригади польських легіонів. У майорському званні брала участь у битві за Львів у 1918—1919 роках під час польсько-української війни. Вона організувала загін зв'язківиць, її ад'ютанткою була Станіслава Палеолог. 4 листопада 1918 року Загурська організувала жіночу воєнізовану організацію «Добровольчий жіночий легіон». 21 листопада 1918 у боях за Львів загинув її єдиний син Єжи, який мав на той час 14 років.
Після закінчення бойових дій у Львові Загурська взяла участь в організації жіночої міліції у складі Міської громадської охорони. Учасниці Добровольчого жіночого легіону брали активну участь у війні з більшовиками. 1 квітня 1920 року вона була призначена головою добровольчого жіночого легіону мобілізаційного відділу Першого відділу штабу Міністерства військових справ у Варшаві. 1 жовтня 1921 року за власним бажанням звільнена від діючої військової служби у званні підполковника.
У міжвоєнний період, у 1922—1924 роках мешкала у Кракові, а з 1927 року у Львові, де її чоловік керував психіатричною лікарнею. Після смерті чоловіка у 1927 році переїхала до Радоща під Варшавою і працювала в шкільній раді Варшави, організовуючи літні табори для дітей.
У 1928 році організувала Асоціацію польських легіонерів, очолюючи її до 1939 року. Після Другої світової війни, щоб уникнути репресій з боку комуністів, ховалася під ім'ям Олександри Беднаж. 
Олександра Загурська померла 14 квітня 1965 року у віці 80 років. Похована на Брудновському цвинтарі.

## Особисте життя
В першому шлюбі народила єдиного сина Єжи, який у віці 14 років брав участь у битвах за Львів та загинув. . Другим її чоловіком був львівський лікар-психіатр Роман Загурський, з яким вона мешкала у львівському селі Кульпарків. Чоловік був завідуючим Інституту психічнохворих у Кульпаркові (сучасна Львівська обласна клінічна психіатрична лікарня). Помер 1927 року від пневмонії.

## Нагороди
- Лицарський хрест ордена Відродження Польщі
- Хрест Незалежності з мечами
- Хрест Хоробрих — двічі (1922)[10][11]
- Золотий хрест Заслуги
- Пам'ятна медаль за війну 1918—1921 років
- Хрест оборони Львова[9]
- Почесний знак "Орлята"